# 涡阳郡
涡阳郡，中国南北朝时设置的郡。
北魏景明（500年—504年）中设置，治所在涡阳城（今安徽省蒙城县）。辖境约当今安徽省蒙城、涡阳等县地。东魏武定六年（548年）改置南谯郡。 